# Azzido Da Bass
Azzido Da Bass (* 1971; bürgerlich Ingo Martens) ist ein deutscher DJ und Produzent aus Hamburg.
Mit dem Produzenten und Songschreiber Stevo Wilcken produzierte er im Jahre 1998 das Lied Dooms Night, das 2000 auf der Berliner Love Parade zum ersten Mal gespielt wurde und wenig später in die deutschen Charts gelangte. Der dazugehörige Remix erreichte Platz 8 der UK-Charts.
Dooms Night war unter anderem bei den MTV Music Awards 2000 und in dem deutschen Film Be.angeled (2001) zu hören.

## Diskografie
Singles:
- 1999: Dooms Night
- 1999: Dooms Night (Remixes)
- 2002: Speed (Can You Feel It?) (feat. Roland Clark)
- 2005: Knightz Of The Living Bassheadz
- 2005: Strobelightz
- 2006: Lonely By Your Side
- 2007: So Wrong
- 2010: Music For Bagpipes
- 2012: Rawk

## Auszeichnungen
- Dance Music Award
  - 2001: in der Kategorie „Discomaniac“ (Dooms Night)